# Darkovice
Obec Darkovice (německy Gross Darkowitz, polsky Darkowice) se nachází v okrese Opava v Moravskoslezském kraji. Žije zde přibližně 1 400 obyvatel.

## Název
Na vesnici bylo přeneseno původní pojmenování jejích obyvatel Darkovici odvozené od osobního jména Darek (což byla domácká podoba některého jména obsahujícího -dar, např. Bohudar), které mělo význam "Darkovi lidé". Od 16. století se přidával přívlastek Veliké (německy Groß) na odlišení od sousedních Darkoviček.

## Historie
První písemná zmínka o obci pochází z roku 1250. Je to listina papeže Inocence, která dokládá, že český král Václav I. daroval obec cisterciáckému klášteru na Velehradě.

## Památky
- Kostel sv. Hedviky – Kostel sv. Hedviky patří k Římskokatolické farnosti Hať. Byl postaven za velmi krátkou dobu 15 měsíců, stavbu kostela vedlo Sdružení římskokatolických věřících a celá stavba byla financována z darů a veřejné sbírky. Vysvěcen byl 3. července 2005 ostravsko-opavským biskupem Mons. Františkem Václavem Lobkowiczem.
- Kaple sv. Floriána – Postavena r. 1823 na památku zrušení roboty v Prusku. Je zasvěcena sv. Floriánovi.
- Základní škola – Postavena r. 1867
- Památník II.světové války
- Objekt těžkého čs. opevnění MO-S 20 Orel – V katastru obce se nachází objekt těžkého čs. opevnění MO-S 20 Orel, jediný vybudovaný objekt plánované tvrze „U Orla“. Dnes je součástí Areálu čs. opevnění Hlučín-Darkovičky, je ponechán ve stavu z r. 1945. Veřejnosti bývá mimořádně zpřístupněn při květnové vzpomínkové akci, konající se jednou za 2 roky.
- Hasičská zbrojnice – Postavena roku 1911. Kompletně zrekonstruována v roce 2011 na počest 100. výročí založení SDH Darkovice.

## Galerie

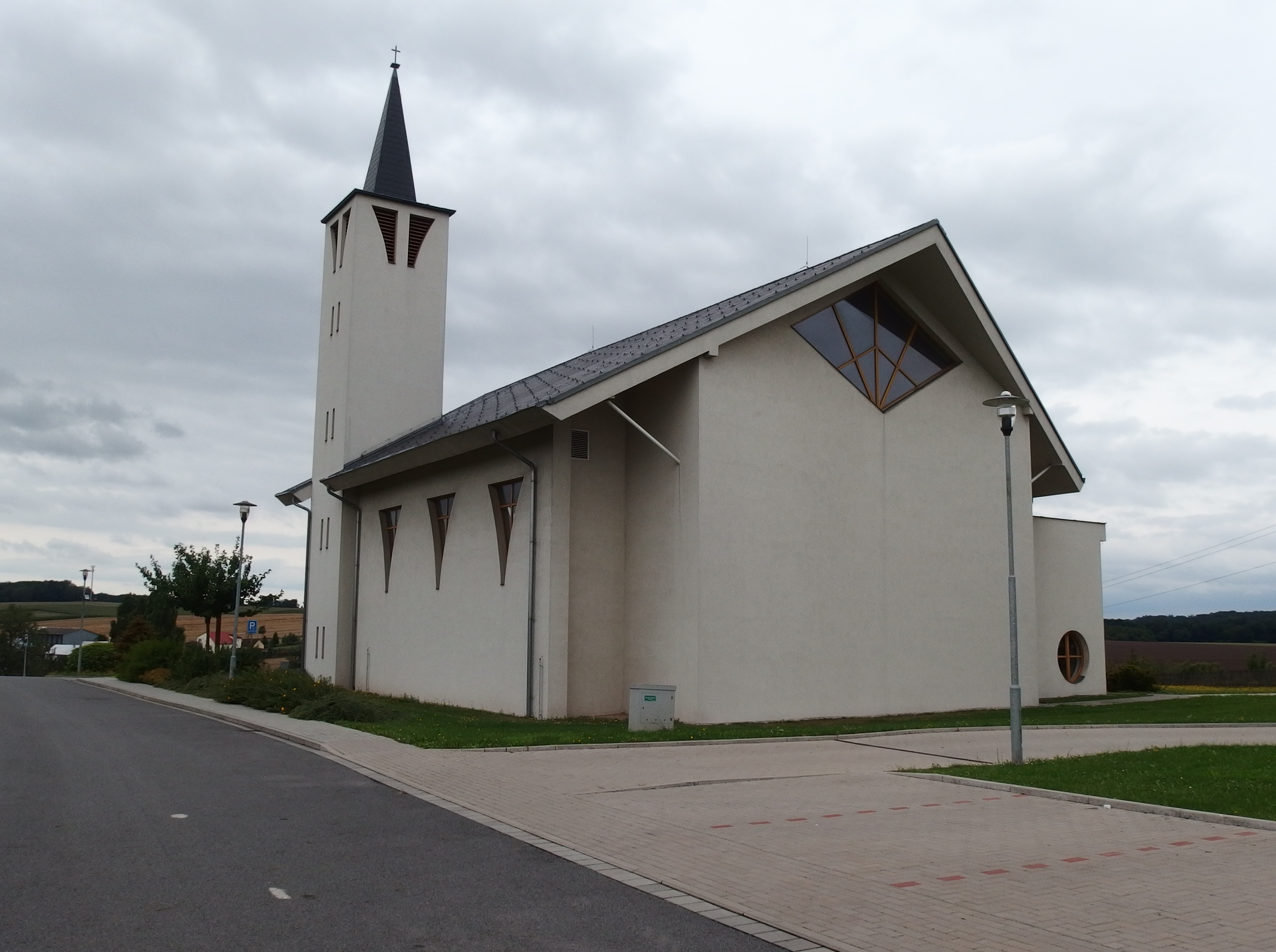
Kostel sv. Hedviky
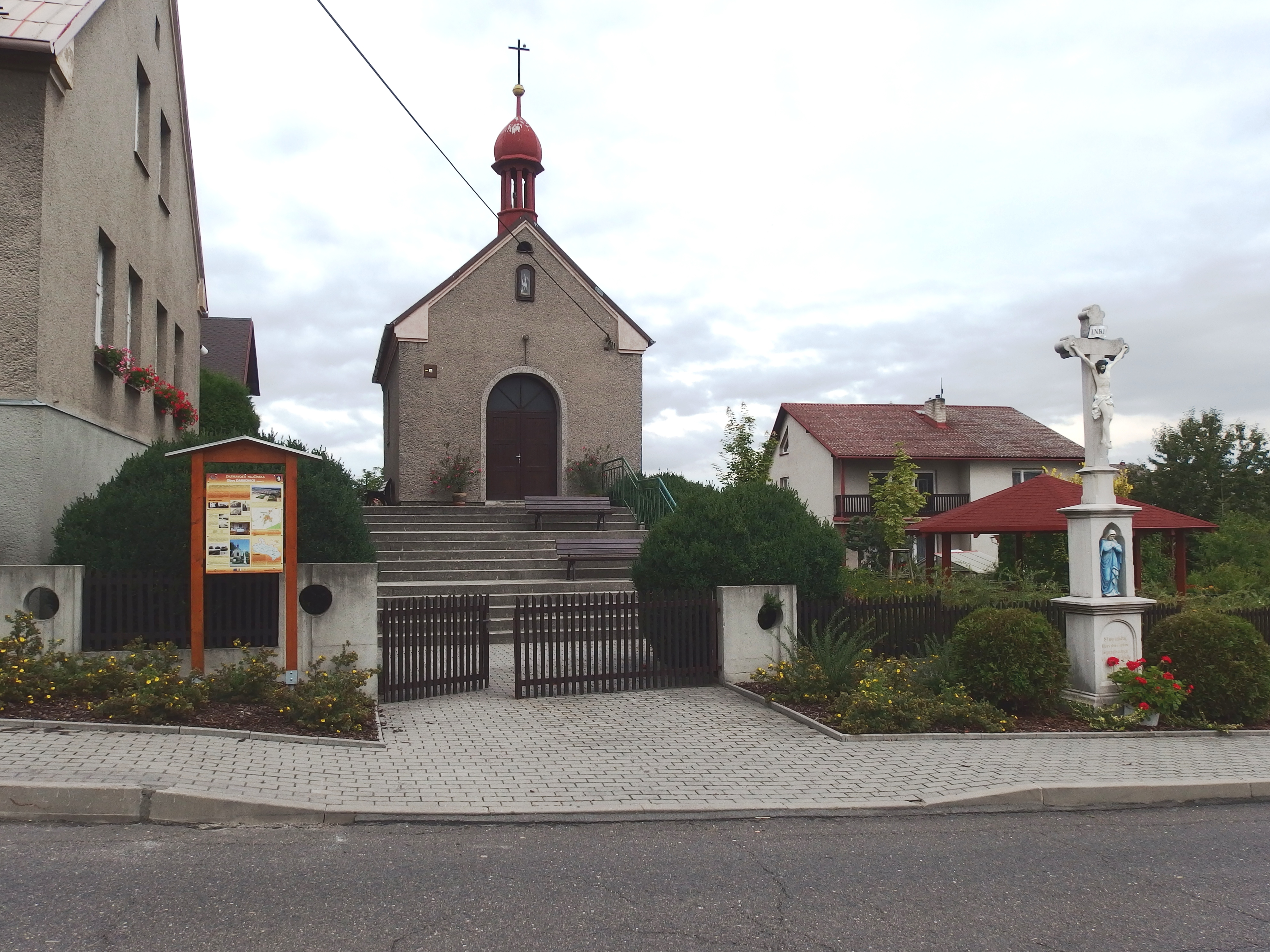
Kaple sv. Floriána
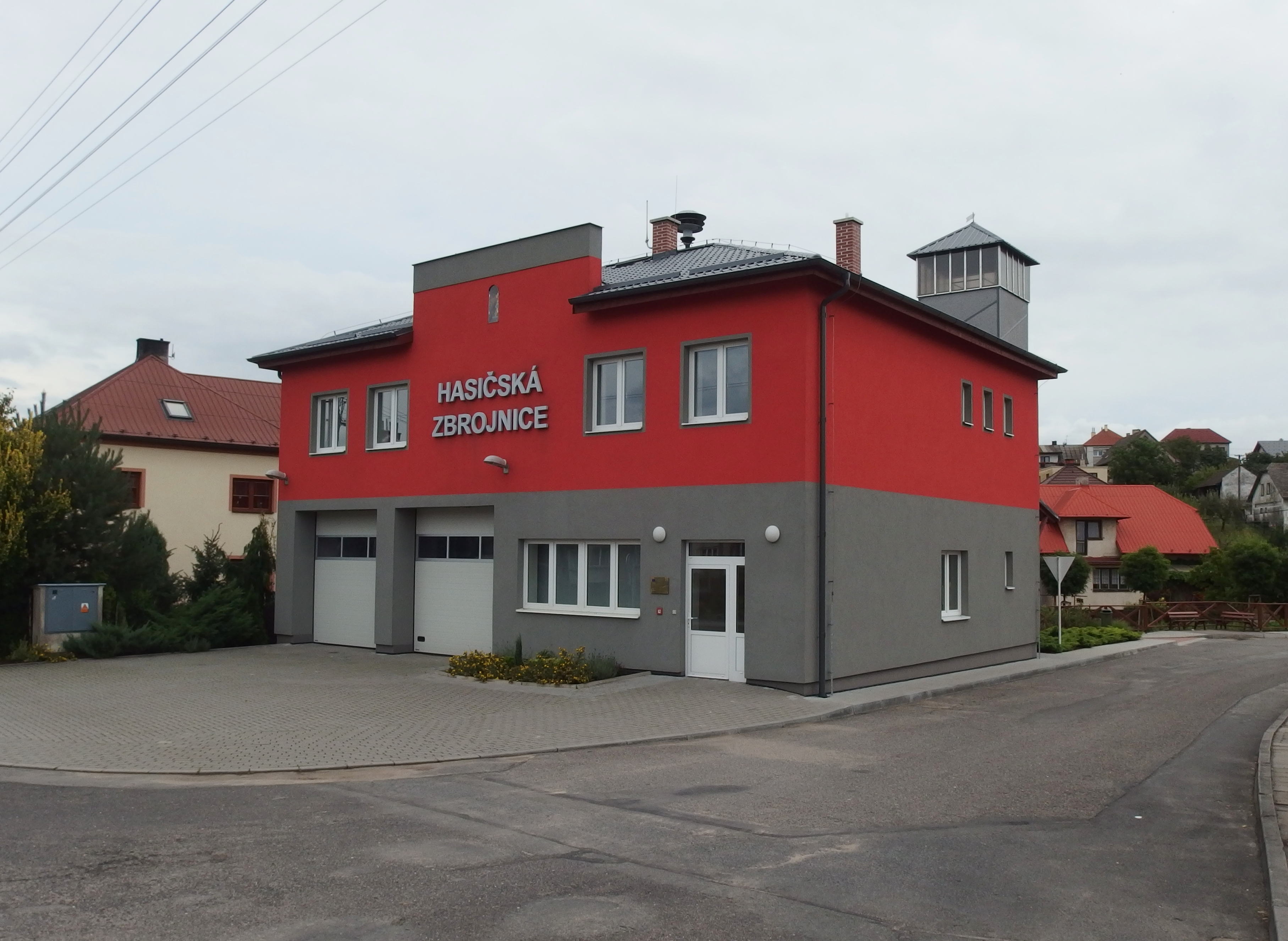
Hasičská zbrojnice
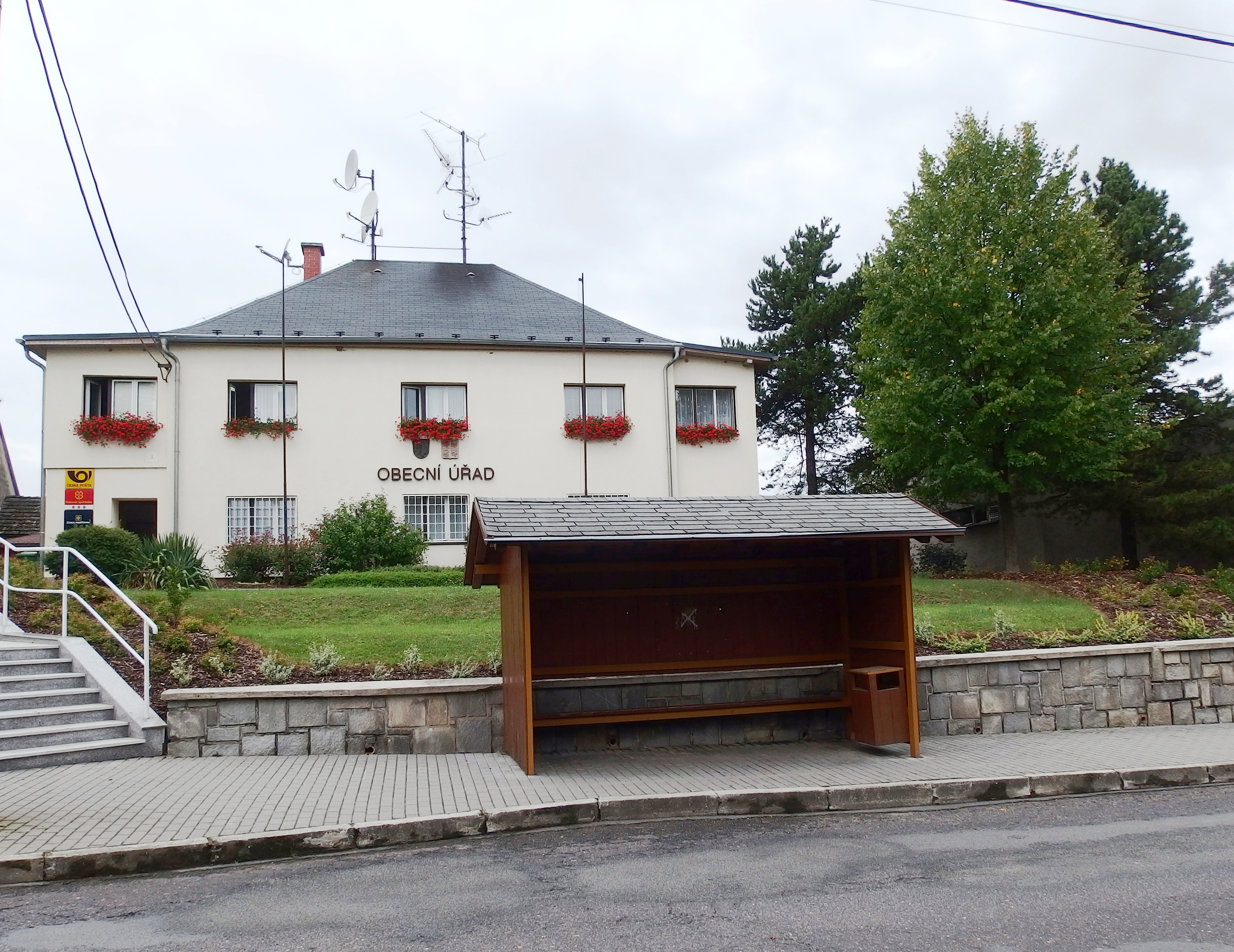
Obecní úřad
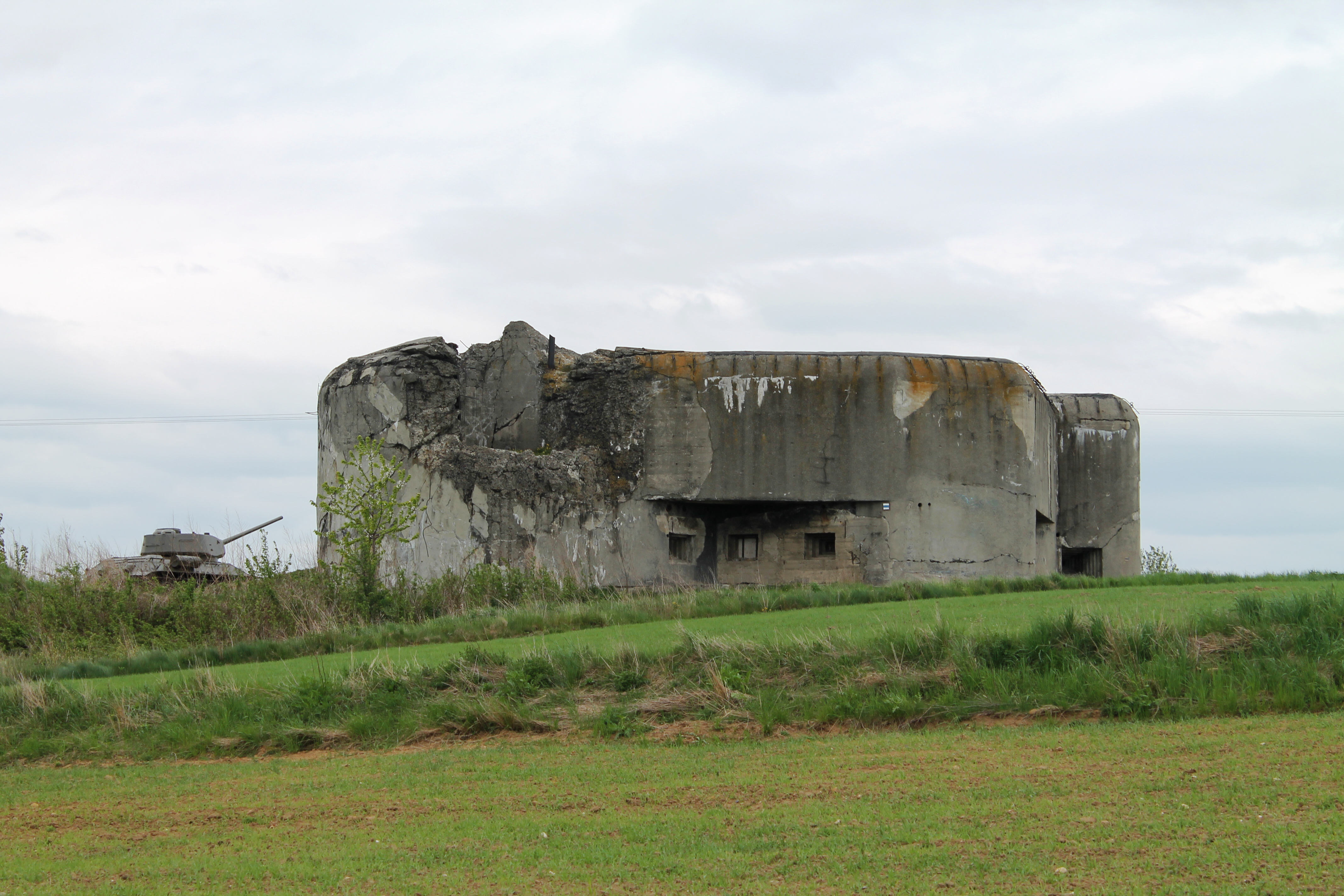
Objekt těžkého čs. opevnění MO-S 20 Orel
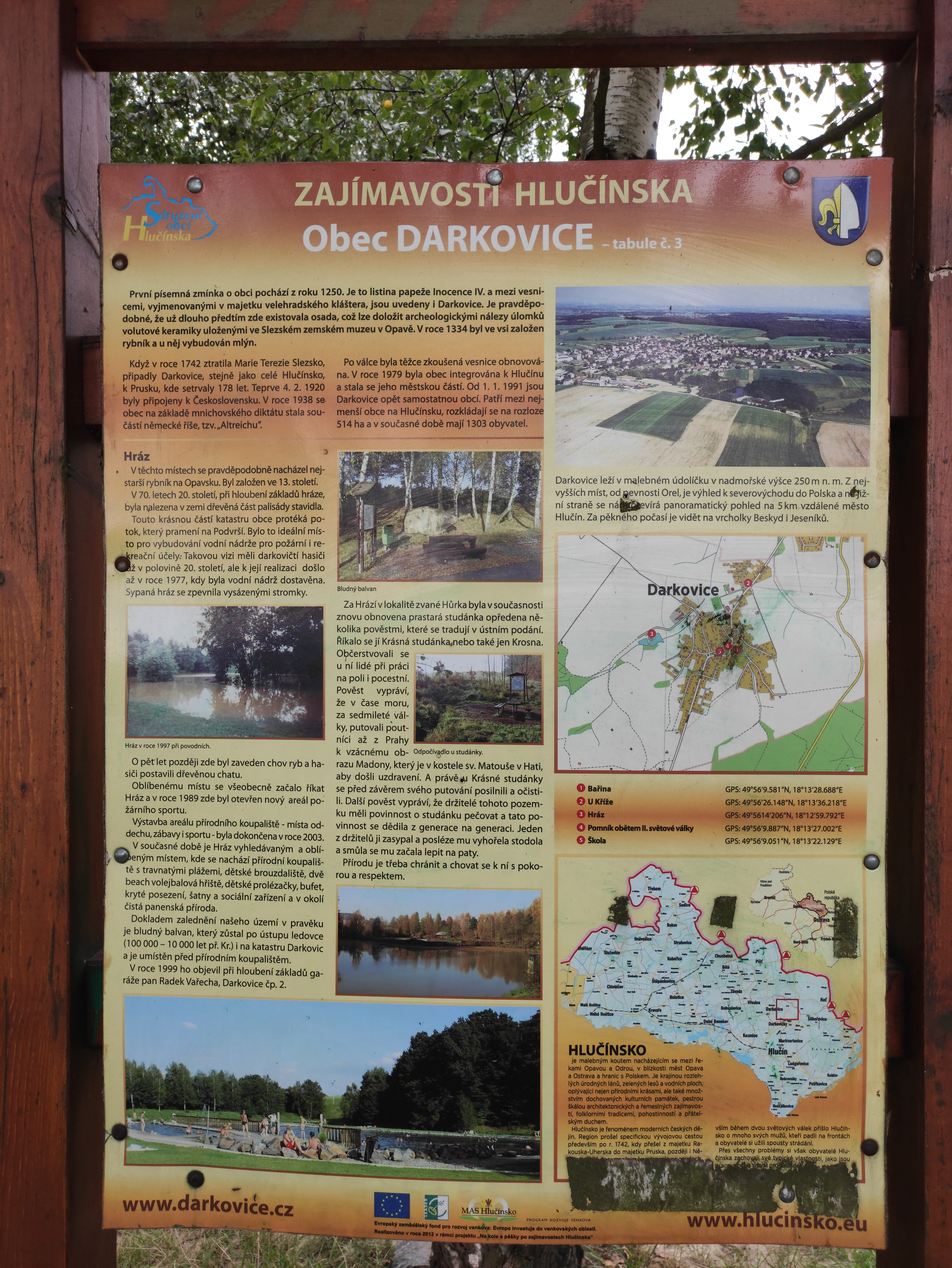
informační tabule
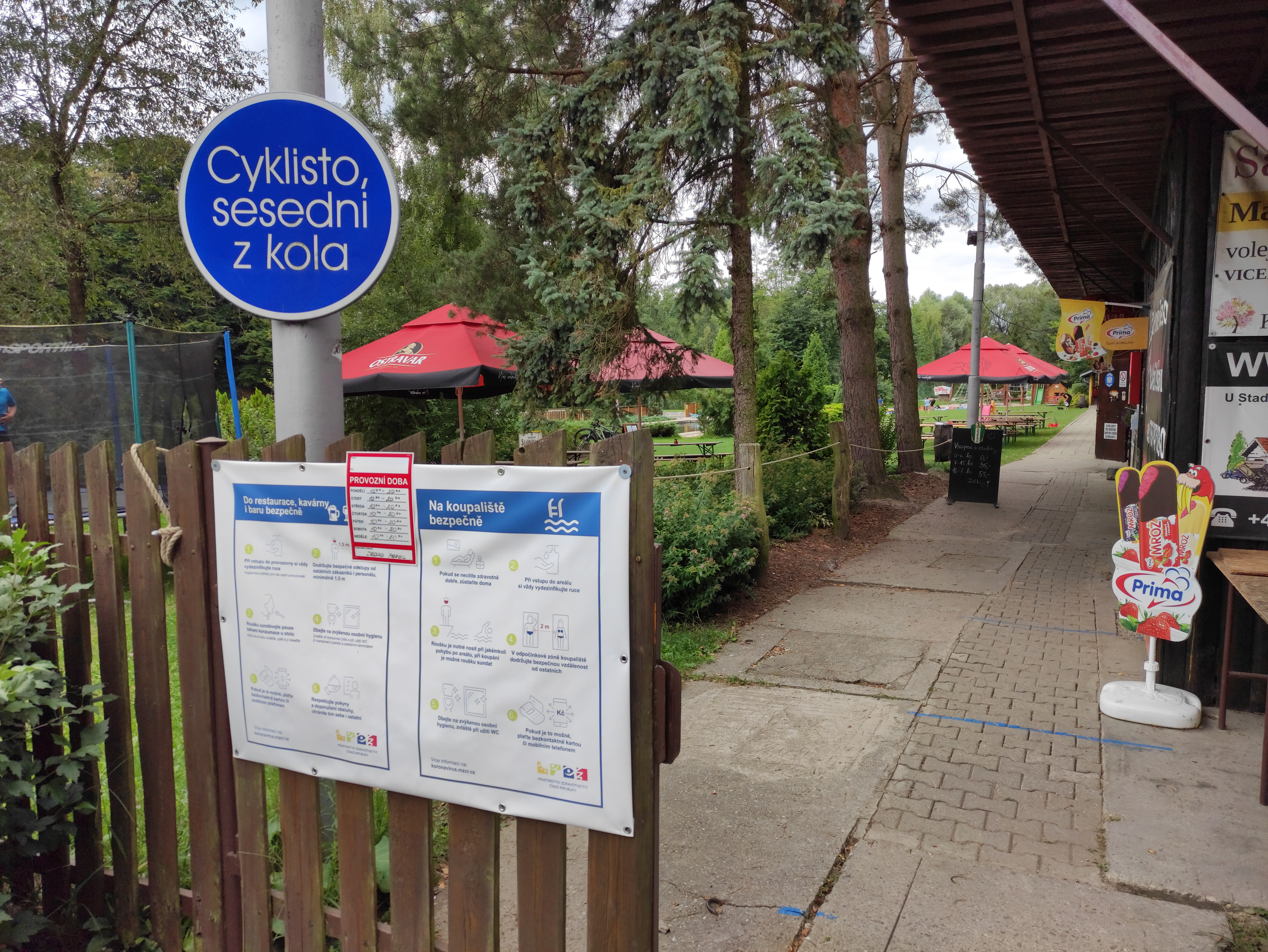
Vstup na přírodní koupaliště
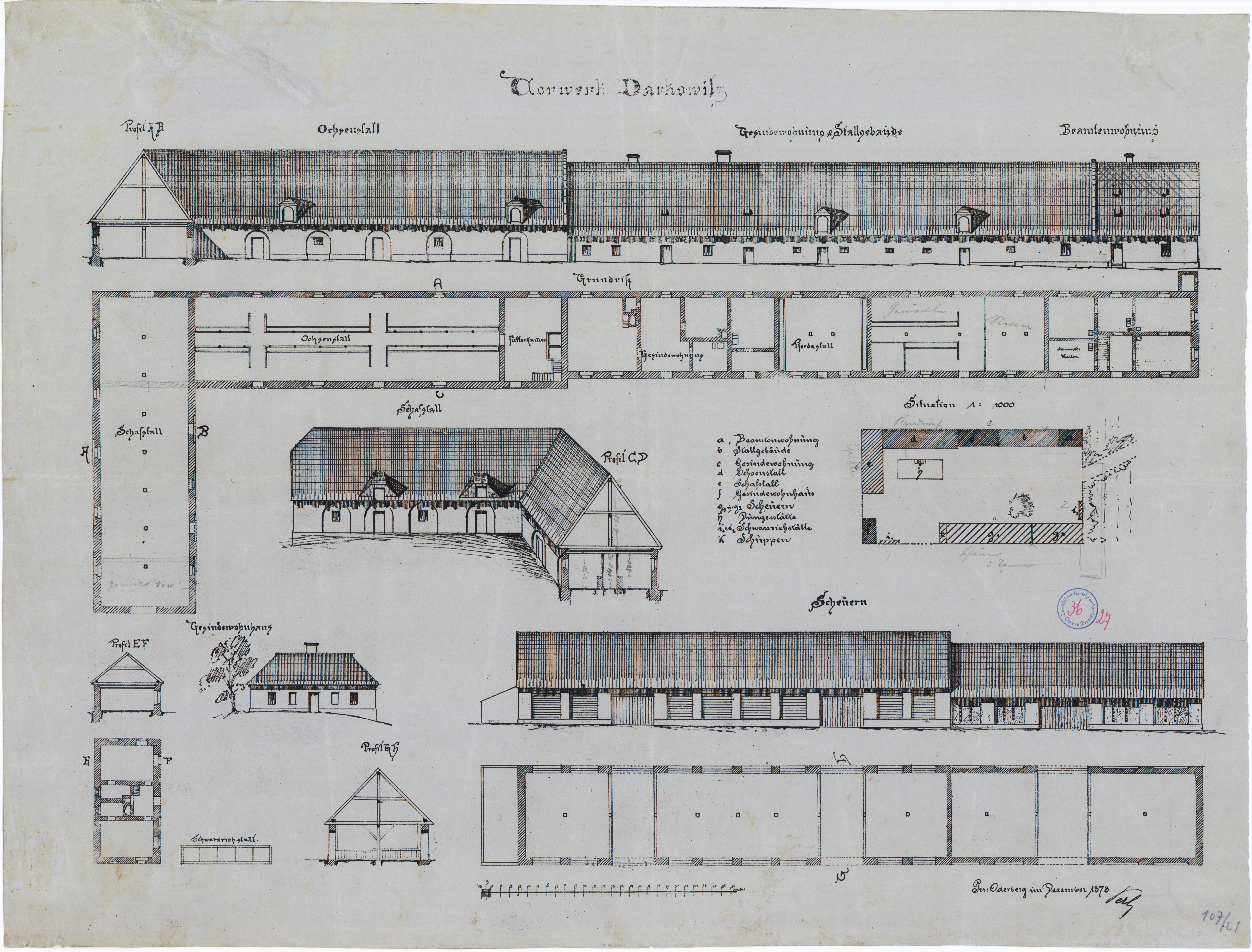
Typizační návrh Rothschildova statku v Darkovicích (konec 70. let 19. století)